# La serva padrona
La serva padrona és una òpera en dos actes de Giovanni Battista Pergolesi, amb llibret de Gennaro Antonio Federico. S'estrenà al Teatro San Bartolomeo de Nàpols el 28 d'agost de 1733. Originalment va ser concebut com intermezzo de l'opera seria Il prigionier superbo. Es considera com l'arquetip de l'opera buffa.
A Barcelona, es va estrenar el 1750 al Teatre de la Santa Creu, i va ser la primera òpera de l'autor que s'hi feia i també l'estrena de l'autor a tot Espanya. La primera representació a Catalunya en època moderna va ser el 1922 per l'Associació de Música da Camera, a Barcelona. També va ser el primer cop que es feia modernament a tot l'Estat.
El renom internacional de Pergolesi es deu a l'èxit obtingut per la representació de La serva padrona a París el 1752, que va fer esclatar la famosa Querelle des Bouffons.

## Argument

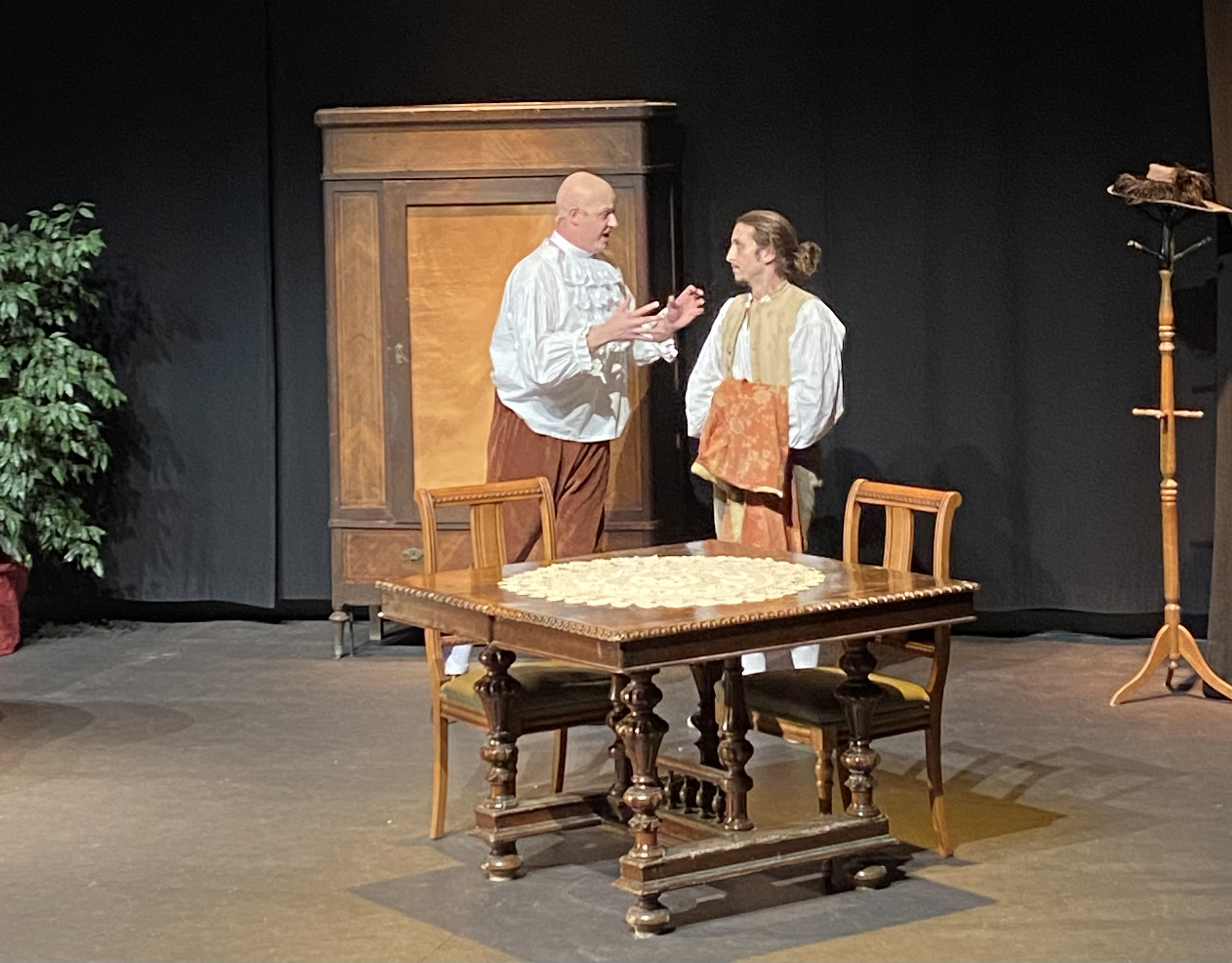
Escena de La minyona mestressa, versó catalana pel Grup de Música i Teatre El Gínjol de Maçanet de la Selva

Uberto (baix o baríton), un home benestant viu amb una serventa, Serpina (soprano), i un servent, Vespone (paper mut). Serpina, cansada de servir, decideix seduir el seu patró per tal de casar-s'hi i esdevenir la mestressa de la casa. Davant la indiferència d'Uberto, Serpina decideix que el posarà gelós amb un fals pretendent.